# دامیان آرس
دامیان آرس (اسپانیایی: Damián Arce‎؛ زادهٔ ۶ ژوئیهٔ ۱۹۹۱) بازیکن فوتبال اهل آرژانتین است.

## باشگاهی
از باشگاه‌هایی که در آن بازی کرده‌است می‌توان به باشگاه فوتبال بوکا جونیورز اشاره کرد.